# Dipterocarpus pachyphyllus
Dipterocarpus pachyphyllus är en tvåhjärtbladig växtart som beskrevs av Meyer. Dipterocarpus pachyphyllus ingår i släktet Dipterocarpus och familjen Dipterocarpaceae. Inga underarter finns listade i Catalogue of Life.